# Aşıq Ələsgər
Aşıq Ələsgər (Aghkilsa, 1821 – Gegharkunik, 7 marzo 1926) è stato un musicista e poeta azero.
È morto nel 1926 a 105 anni. Ancora oggi, a distanza di quasi un secolo dalla sua morte, è molto popolare e ricordato in Azerbaigian. Nacque nel villaggio di Aghkilsa, nel distretto di Goycha.